# Ibrahim Hamma Dicko
Pour les articles homonymes, voir Dicko.
 (mai 2023).
Si vous disposez d'ouvrages ou d'articles de référence ou si vous connaissez des sites web de qualité traitant du thème abordé ici, merci de compléter l'article en donnant les références utiles à sa vérifiabilité et en les liant à la section « Notes et références ».
Ibrahim Hamma Dicko, né en 1937 et mort en juin 1995, est un chanteur et compositeur malien. Installé à Gao, au Mali, il a marqué l'histoire de la musique de tout le nord du Mali, et participé à de nombreuses manifestations et biennales culturelles. Très proche de la religion, il devient muezzin pour une mosquée.

## Biographie
Ibrahim Hamma Dicko est repéré très jeune par sa psalmodie de versets du Coran pendant les cérémonies religieuses,. Peintre en bâtiment de profession, il se lance dans une carrière musicale dans une troupe régionale. Il interprète des chansons tirées des folklores peul, songhai et tamashèq, promouvant l'union de ces ethnies présentes à Gao. Ses thèmes incluent la sécheresse au Mali, la difficulté des relations entre ethnies, le travail, et aussi le sida. Il est accompagné de calebasse et de violons traditionnels. 
En 1986, il participe au festival de musique métisse d'Angoulême. Avec sa troupe, il se produit aussi au Niger, en Algérie, en Côte d'Ivoire. Il inspire d'autres artistes maliens. Ces titres sont repris par plusieurs artistes.
Ibrahim Hamma Dicko se retire ensuite de la scène ; il devient le muezzin d'une mosquée.

## Discographie
- Badio Bissindie, 1989.
- Mariama, Syllart, 1991.
- Gao, Africolor/Cobalt, 1995.